# Fuori da un evidente destino
Fuori da un evidente destino è il terzo romanzo – dopo Io uccido e Niente di vero tranne gli occhi – di Giorgio Faletti.

## Trama
Il pilota di elicotteri Jim Mackenzie, di madre nativo americana, ritorna dopo parecchi anni nell'immobile cittadina ai confini della riserva Navajo in cui è nato e ha trascorso l'adolescenza e da cui, come voleva con tutte le sue forze, si era allontanato parecchi anni prima. Si trova ora a fronteggiare una serie di inquietanti delitti, al limite dell'innaturale, tra cui quello di un suo vecchio amico, Caleb. Un essere maligno, risvegliato dal passato, sembrerebbe essere tornato per poter compiere un'antica maledizione. Jim si trova di fronte non solo al suo passato e agli errori commessi, ma anche a fare i conti con la propria natura e l'eredità dei suoi avi.

## Edizioni
- Giorgio Faletti, Fuori da un evidente destino, collana Romanzi e Racconti, Baldini Castoldi Dalai editore, 10 ottobre 2006,  p. 495, ISBN 978-88-8490-985-5.

- Giorgio Faletti, Fuori da un evidente destino, collana 10 e Lode, Dalai editore, 11 ottobre 2011,  p. 497, ISBN 978-88-6620-229-5.

- Giorgio Faletti, Fuori da un evidente destino, collana Romanzi e Racconti, Baldini Castoldi Dalai editore, 6 luglio 2015,  p. 495, ISBN 978-88-6852-869-0.

- Giorgio Faletti, Fuori da un evidente destino, collana I delfini. Best seller, La nave di Teseo, 11 febbraio 2021,  p. 576, ISBN 9788834606049.